# Aareon

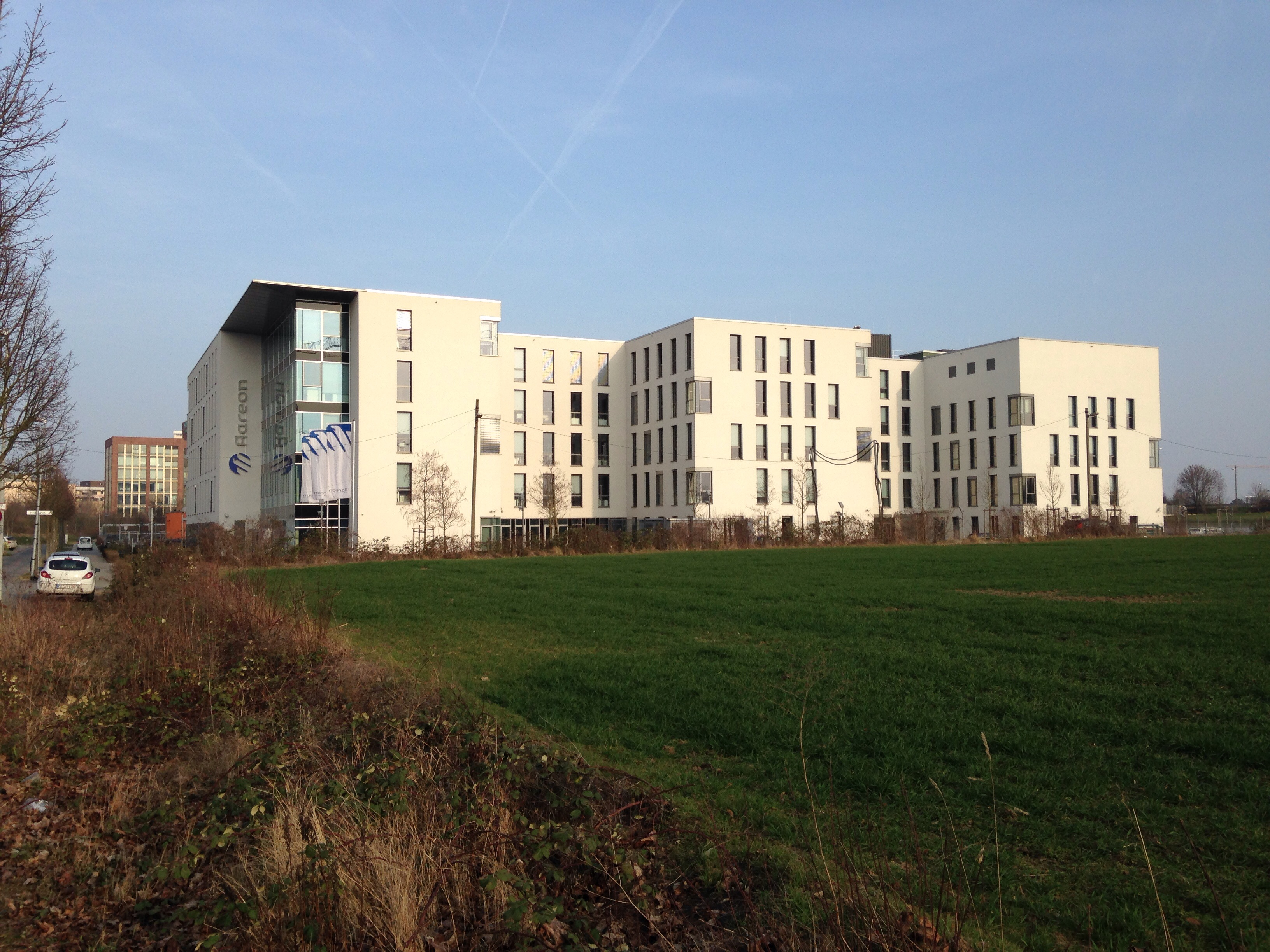
Aareon Zentrale in Mainz-Gonsenheim

Die Aareon Group GmbH ist ein Anbieter von SaaS-Lösungen für die europäische Immobilienwirtschaft mit Sitz in Mainz.
Die Aareon Group ist mit Standorten in Deutschland, Frankreich, Großbritannien, den Niederlanden, Schweden und Spanien vertreten und beschäftigt über 2.500 Mitarbeitende. Der Umsatz im Geschäftsjahr 2024 betrug mehr als 450 Millionen Euro, der „Adjusted EBITDA“ 2024 betrug mehr als 150 Millionen Euro. Aareon wächst organisch und anorganisch.
Das Immobilienmanagement-System von Aareon umfasst Softwarelösungen, mit denen Wohnungsunternehmen und Gewerbeimmobilienunternehmen ihre Immobilien verwalten und instand halten können.

## Geschichte
1923 wurde die Deutsche Wohnstättenbank AG gegründet, die 1926 in Deutsche Bau- und Bodenbank AG umbenannt wurde.
Nach dem Zweiten Weltkrieg fand ab 1957 eine stetige Weiterentwicklung vom Rechenzentrum zur IT-Dienstleistungsgruppe für die Immobilienwirtschaft statt. Dazu gehörten als wichtige Ereignisse im Jahr 1957 zunächst die Gründung des Rechenzentrums, die Verarbeitung von Massenbelegen der Deutschen Bau- und Bodenbank AG sowie die Markteinführung des ERP-Systems GES.
In den 1990er-Jahren erfolgten verschiedene Übernahmen, so 1992 die der Inhouse-Lösung WohnData oder 1995 die Übernahme von DAGOMIX zum Management von Gewerbeimmobilien. Weitere Umstrukturierungsmaßnahmen beinhalteten 1997 die Ausgliederung des Bereichs IT-Services als eigenständige Tochtergesellschaft (BauBoden Systemhaus GmbH) sowie 1999 die Bildung eines börsenfähigen Konzerns mit Holding-Struktur und Umfirmierung zur DePfa IT Services AG (heutige Aareon). Darüber hinaus begann hier die internationale Expansion des Unternehmens.
2001 wurde das Service-Portal Mareon eingeführt. Im Januar 2002 wurde eine Kooperation mit der SAP AG zur Entwicklung von Blue Eagle eingegangen. Ab Mitte 2002 fand die Teilung des Mutterkonzerns DePfa Bank AG in eine Staatsfinanzierungs- und eine Immobilienbank sowie die Umfirmierung in Aareon AG statt. Die Aareon AG wurde eine 100%ige Tochter der Aareal Bank AG (ehemals DePfa Bank AG).
Eine weitere Kooperation ging Aareon im Juni 2006 mit Techem ein. Es fand ein gegenseitiger Tausch der Sparten Aareon Energiemanagement und Techem IT Services statt, die mit WODIS als damals viertes wohnungswirtschaftliches ERP-System die Produktpalette ergänzte.
Im August 2006 wurde aus Techem IT Services GmbH die Aareon Wodis GmbH.
Bezugnehmend auf die Gründung des Rechenzentrums im Jahr 1957 wurde 2007 das 50-jährige Firmenjubiläum mit einer Grundsteinlegung für den neuen Hauptsitz in Mainz gefeiert.
Durch die Fusion der Tochtergesellschaften Sylogis.com und Aareon France wurde Aareon 2009 Marktführer in Frankreich. Darüber hinaus wurde in diesem Jahr die neue Produktgeneration Wodis Sigma eingeführt. Der Expansionskurs wurde in den folgenden Jahren fortgeführt (2010 Übernahme des niederländischen IT-Unternehmens SG|automatisering bv, 2012 Übernahme der britischen 1st Touch Ltd., 2013 Übernahme des skandinavischen IT-Unternehmens Incit AB, jeweils zu 100 %). 2014 fand die Verschmelzung von Aareon Wodis GmbH auf Aareon Deutschland GmbH statt, daneben wurde die niederländische SG|automatisering bv in Aareon Nederland B.V. umfirmiert.
2015 erfolgte die Markteinführung der Aareon Smart World. Weitere Übernahmen vergrößerten das Unternehmen: 2015 die Übernahme der niederländischen Square DMS Group B.V. und der phi-Consulting GmbH in Bochum zu 100 %, 2017 die Übernahme der immobilienwirtschaftlichen Sparte der mse zu 100 %. Durch diese Übernahmen erweiterte sich die ERP-Produktpalette um RELion, basierend auf Microsoft Dynamics NAV.
2019 ist Aareon eine Beteiligung über 19 % an niederländischem PropTech OSRE B.V. eingegangen.
2020 erfolgte die Übernahme des Software- und Beratungshauses CalCon. Im selben Jahr fand die Markteinführung der neuen Produktgeneration Wodis Yuneo statt. Des Weiteren übernahm Aareon in Großbritannien die Arthur Online Ltd. Ebenfalls 2020 änderte sich die Eigentümerstruktur von Aareon. Advent International erwarb 30 % der Anteile der Aareon AG von der Aareal Bank AG.
Ab Januar 2021 wurde der Betrieb des ERP-Systems GES im Aareon Rechenzentrum eingestellt. 2021 erfolgten weitere Übernahmen durch Aareon: das Münchner Proptech wohnungshelden GmbH der Bremer ERP-Anbieters GAP-Group („Gesellschaft für Anwenderprogramme und Organisationsberatung“), Fixflo (Tactile) und Tilt (RentPro und Curo Software) in Großbritannien sowie Twinq in den Niederlanden.
2022 hat Aareon das niederländische Proptech OSRE B.V. vollständig übernommen. Darüber hinaus akquirierte Aareon in Schweden die Momentum Software Group AB, in den Niederlanden CubicEyes B.V. und in Deutschland die Locoia GmbH. Mit der Übernahme von Locoia hat Aareon die Grundlage für das 2023 eingeführte Partnerprogramm „Aareon Connect“ geschaffen und sich für Lösungen von Drittanbietern geöffnet.
2023 tätigte Aareon weitere Unternehmenskäufe: in Deutschland die UTS innovative Softwaresysteme GmbH, in den Niederlanden Embrace – The Human Cloud und in Spanien den Softwareanbieter Informatización de Empresas SLU („IESA“). Die 2015 erworbene phi-Consulting GmbH in Bochum wurde zum Ende des ersten Quartals 2023 verkauft. Mit der Aareal Bank hat Aareon zum Jahresende ein Joint Venture rund um die First Financial gegründet.
Aareon stellt ihr Produktportfolio fortan als Property Management System in den fünf Produktfamilien Manage, Pay, Sustain, Engage und Connect dar.
2024 übernahm Aareon das BI-Unternehmen Blue-Mountain in den Niederlanden. Des Weiteren akquirierte Aareon in Deutschland Haufe-Lexware Real Estate AG; sowie HausPerfekt GmbH, beide sind Anbieter mit einem Schwerpunkt auf Immobilienverwaltung.
Mit Wirkung zum 1. Oktober 2024 wurde Aareon verkauft und ist nicht mehr Tochter der Aareal Bank AG. Neue Eigentümer sind TPG und CDPQ. Advent International setzt seine Beteiligung an Aareon fort.
Im ersten Quartal 2025 übernahm Aareon in den Niederlanden den SaaS-Anbieter ViaData. In Großbritannien akquirierte Aareon zudem den Softwareanbieter Designer Software Ltd. mit der HomeMaster-Plattform sowie den Softwareanbieter Housing Online Ltd. Seit März 2025 firmiert die Aareon AG als Aareon Group GmbH.

## Belege
1. ↑  Aareon-Vorstandsvorsitzender kündigt Rücktritt an. In: immobilienmanager.de. 13. Januar 2022, abgerufen am 1. April 2022.
2. 1 2 3  https://www.aareon.de/fm/665/Aareon_Company_Portrait_DE_EN_04-2025.pdf
3. ↑  Aareon Deutschland GmbH: Aareon übernimmt immobilienwirtschaftliche IT-Sparte von mse. Abgerufen am 6. November 2017.
4. ↑  Aareon beteiligt sich an niederländischem PropTech OSRE B.V. Aareon, 16. April 2019, abgerufen am 30. April 2024.
5. ↑  Aareon übernimmt Software- und Beratungshaus CalCon. Abgerufen am 31. Januar 2020.
6. ↑  Pressemitteilung der Aareon AG. Abgerufen am 31. Oktober 2021.
7. ↑  https://produkte.aareon.de/2020/Aareon-%C3%BCbernimmt-das-Best-in-Class-Unternehmen-Arthur.549041.html
8. ↑  Pressemitteilung der Aareal Bank AG. Abgerufen am 31. Oktober 2021.
9. ↑  Pressemitteilung der Aareon AG. Abgerufen am 31. Oktober 2021.
10. ↑  Aareon übernimmt ERP-Anbieter GAP-Group. Abgerufen am 12. Oktober 2021.
11. ↑  https://wohnungswirtschaft-heute.de/aareon-uebernimmt-fixflo-den-in-grossbritannien-fuehrenden-anbieter-von-software-fuer-die-instandhaltung-und-wartung-von-immobilien/
12. ↑  https://produkte.aareon.de/2021/%C3%9Cbernahme-von-Tilt-Property-Software.621782.html
13. ↑  https://produkte.aareon.de/2021/Aareon-%C3%BCbernimmt-Twinq.598571.html
14. ↑  https://www.aareon.com/Aareon-intensifies-partnership-with-Dutch-PropTech-OSRE.950473.html
15. ↑  https://www.aareon.com/Aareon-completes-acquisition-of-approx-93-of-shares-in-Momentum.950464.html
16. ↑  https://globallegalchronicle.com/aareons-acquisition-of-cubiceyes/
17. ↑  https://www.property-magazine.de/aareon-uebernimmt-ipaas-loesung-locoia-125606.html
18. ↑  https://www.konii.de/news/aareon-startet-neues-partnerprogramm-aareon-connect-202303298011/
19. ↑  https://www.uts.de/news/neue-geschaeftsleitung/
20. ↑  https://www.aareon.com/Aareon-acquires-Dutch-Embrace-The-Human-Cloud.950448.html
21. ↑  https://www.aareon.com/Aareon-acquires-IESA-and-expands-to-Southern-Europe.947632.html
22. ↑  https://www.property-magazine.de/aareon-verkauft-phi-consulting-gmbh-124782.html
23. ↑  https://www.bundesbaublatt.de/artikel/wir-wollen-bestmoeglich-zum-erfolg-der-kunden-beitragen-4069496.html
24. ↑  https://www.bundesbaublatt.de/artikel/wir-wollen-bestmoeglich-zum-erfolg-der-kunden-beitragen-4069496.html
25. ↑  https://www.aareon.nl/Aareon-nieuwe-eigenaar-van-het-BI-bedrijf-Blue-Mountain.963624.html
26. ↑  https://www.aareon.de/Aareon-%C3%BCbernimmt-Haufe-Lexware-Real-Estate-und-sichert-deren-Zukunft-au%C3%9Ferhalb-der-Haufe-Group.1006374.html
27. ↑  https://www.linkedin.com/posts/aareon-dach_oneaareon-activity-7226202249151029248-grFi/
28. ↑  https://www.aareal-bank.com/medienportal/newsroom/pressemitteilungen/pressemitteilungen/aareal-bank-und-advent-international-verkaufen-aareon
29. ↑  https://www.aareal-bank.com/medienportal/newsroom/pressemitteilungen/pressemitteilungen/aareal-bank-setzt-starke-operative-performance-fort-betriebsergebnis-auch-nach-neun-monaten-deutlich-ueber-vorjahr
30. ↑  https://www.aareon.nl/Persbericht-ViaData-en-Aareon-bundelen-krachten.1057615.html
31. ↑  https://www.aareon.co.uk/news/aareon-acquires-homemaster/

Koordinaten: 49° 59′ 37,4″ N, 8° 13′ 24,6″ O